# Галантна розмова
«Галантна бесіда» або «Галантна розмова» (нід. Galante conversatie) — картина голландського художника Герарда Терборха (тер Борха), створена близько 1654 року (полотно, масло, розмір 71 × 73 см). Входить у колекцію живопису Рейксмюсеума (Амстердам), інвентарний номер SK-A-404. Авторське повторення картини, ймовірно, написане в тому ж 1654, принаймні, не пізніше 1655 року, знаходиться в Берлінській картинній галереї. Ця версія дещо менша — її розміри 71,4 × 62,1 см (з урахуванням рами 85,6 × 76 × 10 см, інвентарний номер 791) — і відрізняється деякими деталями від картини з Рейксмюсеума. Обидві картини, починаючи з середини XVIII століття, отримали назву «Батьківська настанова» (фр. Instruction Paternelle, нід. De vaderlijke vermaning, нім. Die väterliche Ermahnung).
«Галантна бесіда», можливо, один із найбільш обговорюваних творів Терборха, зміст якого досі незрозумілий і є предметом дискусій. Обидві версії отримали назву «Батьківська настанова» по гравюрі з авторського повторення картини, виконаної І. Г. Вілле в 1765 році, під цим найменуванням вона описана І. В. Гете в романі "Виборча спорідненість" (1809), де герої представляють сцену з полотна Терборха у "живих картинах". Завдяки Гете закріпилося тлумачення ситуації, представленої на картині, як сімейної розмови: батько повчає дочку, між ними сидить мати сімейства. Наприкінці XIX століття деякі дослідники сумнівалися у правильності такої інтерпретації твору Терборха. До середини XX століття дослідники вже не брали до уваги цю версію. Фахівці висувають різні пояснення значення представленої на полотні сцени: це або розмова між дамою та її коханим (нареченим), або сцена в публічному будинку або навіть лише демонстрація майстерності художника у зображенні атласних тканин — у цьому вмінні Терборху не було рівних серед сучасників. Сам автор повторив центральну жіночу постать із «Галантної бесіди» ще як мінімум у шести своїх полотнах.

## Сюжет
Посеред кімнати спиною до глядача стоїть світловолоса молода жінка. Вона одягнена у вишукану сіро-блакитну, що відлискує сріблом, атласну або сатинову сукню (деякі автори вважають колір сукні білим або навіть, що вона "кольором устриці") з чорним коміром. Блискуча тканина з майстерно виписаними складками на темному тлі відразу привертає увагу глядача до постаті дівчини як до центру композиції. Праворуч від неї сидять двоє. Чоловік-військовий у колеті зі шкіри кольору охри, рукави його дублету обшиті срібним галуном. Він у сіро-лілових штанях, оздоблених світло-фіолетовими та темно-рожевими стрічками. На колінах кавалера лежить капелюх з плюмажем із жовтого та блакитного пір'я — це кольори провінції Оверейссел (з двома містами цієї провінції — Девентером і Зволле — пов'язані життя та творчість художника). Він сидить, поклавши ногу на ногу, і ніби звертається до молодої жінки — про це свідчать його піднята рука і напів розімкнені губи. Жінка сидить біля чоловіка, блондинка в чорній сукні і того ж кольору чепце. Вона п'є вино з келиха, її погляд спрямований вниз, і, мабуть, вона не стежить за бесідою. Ліворуч від дівчини стоїть стіл, застелений червоною скатертиною. На ньому свічка, дзеркало, пензлик для пудри, гребінці та стрічка, що звисає з краю столу. Меблювання кімнати просте, але водночас з ознаками елегантності. За кріслом кавалера знаходиться неохайний собака, а в глибині кімнати стоїть велике ліжко.

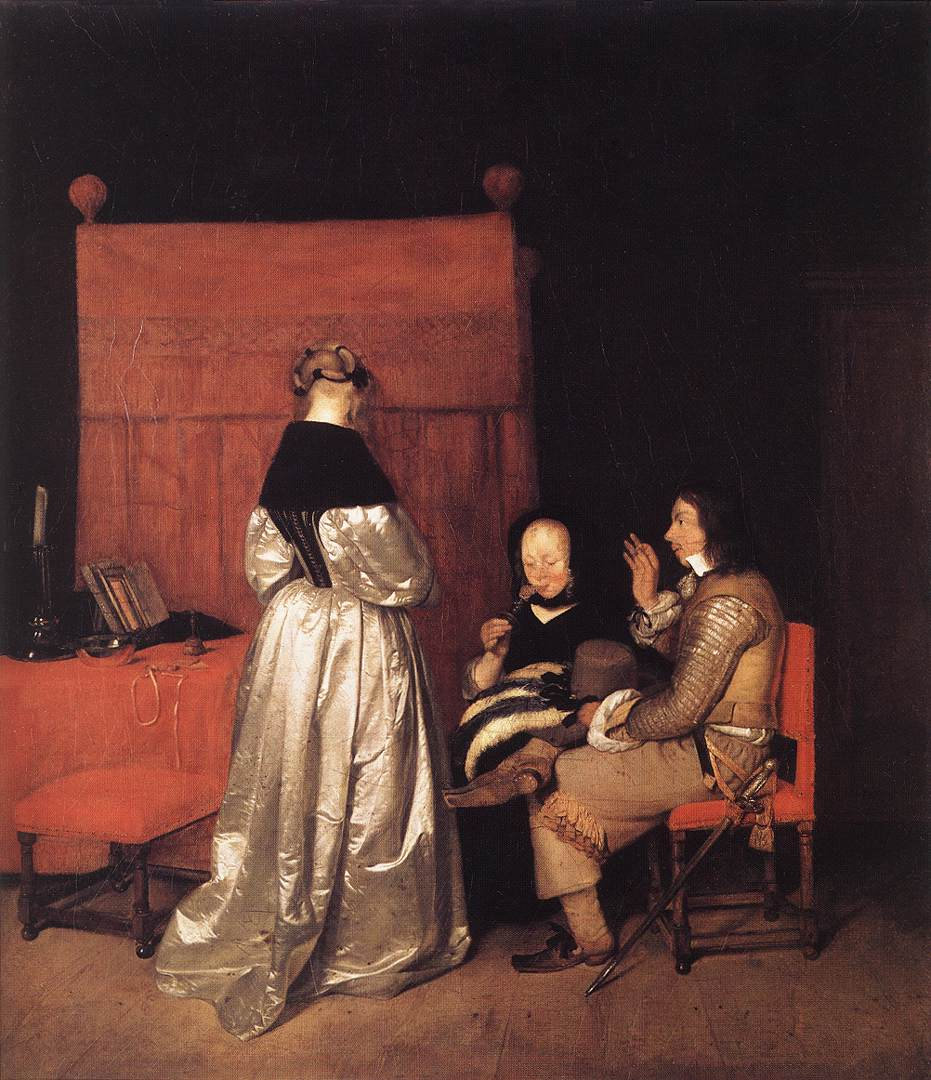
Авторське повторення. Ок. 1654—1655. Берлінська картинна галерея
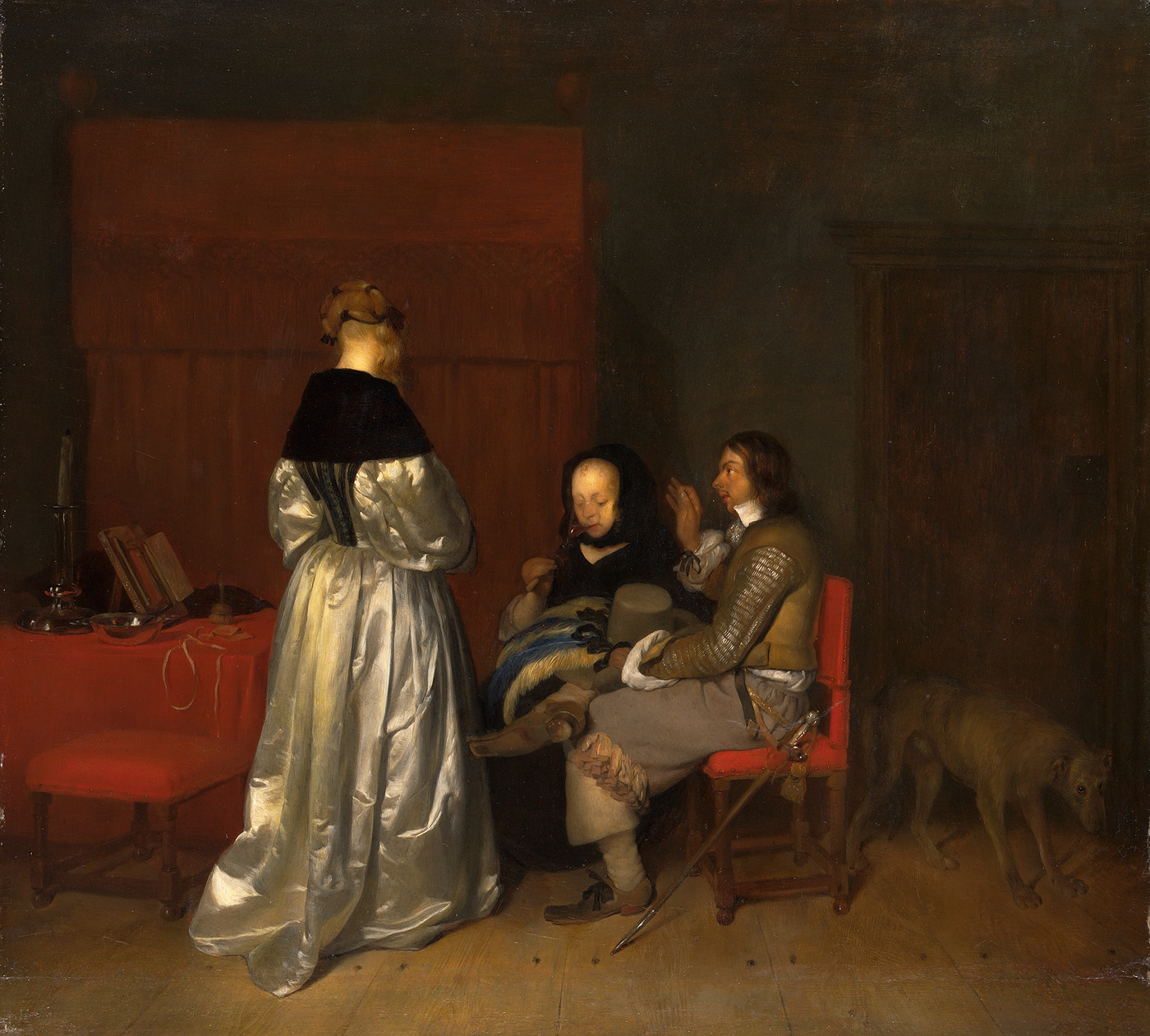
Копія Шарля ван Беверена, Амстердамський історичний музей

Мотив жінки в атласній сукні, що стоїть спиною, був відтворений художником у його роботах частково або повністю не менш як двадцять чотири рази, що свідчить про його надзвичайну популярність у замовників. Терборх здобув широку популярність дуже реалістичною передачею багатих тканин. Він настільки досяг успіху в зображенні мерехтливих атласних суконь, що його жанрові картини з життя багатих нідерландських буржуа стали називатися «satijntjes» («шматочки атласу»). «Галантна бесіда» — один із яскравих прикладів вирішення Терборхом проблеми передачі світлотіньових ефектів. Світло тут направлене зверху вниз зліва направо. На спинку стільця, оббитого червоним оксамитом, падає тінь від чоловічого замшевого колета, тінь на самому коліті художник зображує світлішою по краю, показуючи рефлекс — результат відбиття світла. На спинці стільця тінь має більш чіткі межі, ніж тінь на одязі персонажа. Таким чином Терборх досягає ілюзії тривимірності зображення. Однак він працює не тільки в діапазоні тіні та світла, його тіні змінюють і колір: на одязі чоловіка в затіненій її частині з'являються відтінки червоного, оскільки світло відбивається від червоного оксамиту.
Картина з Рейксмюсеума — ранній варіант, Стурла Гудлаугссон зазначає, що на користь цього свідчать pentimenti (тобто переробки) зображень стільця (який спочатку мав більший нахил) і голови молодої дами. Предмети з цієї картини з'являються на полотнах пізнішого періоду. Авторська копія з Берліна менша завширшки майже на 10 см. Вона виконана не пізніше 1655 року, оскільки відома датована цим роком копія учня Терборха К. Нетшера (Гота, Замковий музей) саме цього варіанту. Тут немає зображення собаки, композиція стала щільнішою, але, на думку Гудлаугссона, справляє не таке сильне враження, як перша версія. Навпаки, Карлхайнц Людекінг вважає у композиційному відношенні берлінську картину вдалішою. Саме цей варіант гравірував І. Г. Вілле в 1765 році.

## Провенанс
Картина з Рейксмюсеума знаходилася в зборах Віллема Лорм'є (Гаага, 1752), вона була продана 4 червня 1763. Наступний власник: А. Л. ван Хетерен Геверс (Гаага — Роттердам), з його колекції картина була продана в Рейксмюсеум в 1809. Берлінський варіант походить з паризької частини зборів князя Джустініані, в 1815 картина була придбана для Королівської галереї (Берлін). У 1931 році вона прибула до Музею кайзера Фрідріха (присвоєний інв. номер 791), у 1956 році — до Державних музеїв (Берлін-Далем). Станом на 1960 рік, берлінська версія мала кращий вигляд, барвистий шар полотна з Рейксмюсеума мав потертості.

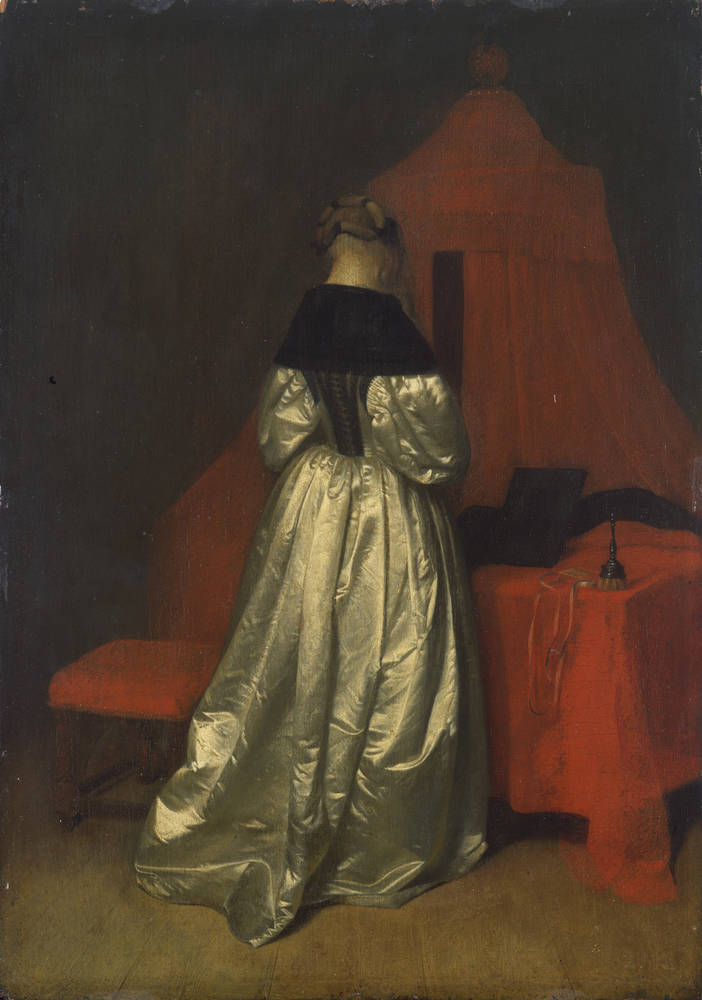
Герард Терборх. Жінка у своїй кімнаті. 1655. Галерея старих майстрів. Дрезден